# Archimonocelis cygnicollis
Archimonocelis cygnicollis is een platworm (Platyhelminthes). De worm is tweeslachtig. De soort leeft in het zoute water.
Het geslacht Archimonocelis, waarin de platworm wordt geplaatst, wordt tot de familie Archimonocelididae gerekend. De wetenschappelijke naam van de soort werd voor het eerst geldig gepubliceerd in 1997 door Curini-Galletti, Delogu, Campus & Casu.